# Lizzy van Leeuwen
Elisabeth Margaretha (Lizzy) van Leeuwen (1958) is een Nederlands bestuurskundige, cultureel antropoloog en publicist. Ze schrijft onder andere voor De Groene Amsterdammer. Van Leeuwen, zelf Indisch, is deskundig op het gebied van de positie van Indische Nederlanders in het postkoloniale tijdperk.
Tot 2008 was ze werkzaam bij het Meertens Instituut waar ze met de historicus Gert Oostindie het project "Bringing history home" als postdoc historisch en etnologisch onderzoeker werkte. Ze deed onderzoek naar de wisselwerking tussen de naoorlogse identiteitspolitiek onder postkoloniale migranten in Nederland en de Nederlandse samenleving.
Bij de Tweede Kamerverkiezingen van 2021 stond ze op de 8ste plek van de kieslijst van Splinter.